# Подтурень
Подтурень (словац. Podtureň) — село, громада округу Ліптовський Мікулаш, Жилінський край, регіон Ліптов. Кадастрова площа громади — 5,08 км².
Населення 1107 осіб (станом на 31 грудня 2018 року).

## Географія
Протікають річки Ямнічек і Жадовиця.

## Історія
Подтурень згадується 1331 року.

## Населення
| Рік:            | 1994. | 2004.    | 2014.    | 2024.   |
| --------------- | ----- | -------- | -------- | ------- |
| Кількість осіб: | 433   | 514      | 1014     | 1055    |
| Різниця:        |       | +18,70 % | +97,27 % | +4,04 % |

| Рік:            | 2023. | 2024.   |
| --------------- | ----- | ------- |
| Кількість осіб: | 1063  | 1055    |
| Різниця:        |       | -0,75 % |